# Alfredo Ferrari
Alfredo Ferrari (Modena, 1932. január 19. – Modena, 1956. június 30.), becenevén Alfredino vagy Dino. Enzo Ferrari egyetlen elismert fia. Nagyapjáról kapta a nevét.
Enzo kezdettől a saját birodalma örökösének tekintette a fiát, így Európa legjobb iskoláiba küldte tanulni, például Svájcban végzett mérnöki tanulmányokat. Dino javasolta Enzónak egy 1,5 literes DOHC V6-os motor fejlesztését az F2-be, 1955 végén. Nem sokkal később Alfredónál izomsorvadás jelei mutatkoztak. Mialatt kórházban volt, folyamatosan egyeztette a technikai részleteket Vittorio Jano mérnökkel. Dino sosem látta a motort; 1956. június 30-án, mindössze 24 évesen meghalt. A Fiat Dino és a Ferrari Dino róla kapta a nevét.
Olaszországban az Autodromo Enzo e Dino Ferrari versenypálya eredetileg csak az ő nevét vette fel. Az Enzo csak apja halála után került be a névbe.